# Dąbrówka Nadolna
Dąbrówka Nadolna [pronunciación en polaco: /dɔmˈbrufka naˈdɔlna/] es un pueblo ubicado en el distrito administrativo de Gmina Dalików, dentro del Distrito de Poddębice, Voivodato de Łódź, en Polonia central. Se encuentra aproximadamente a 4 kilómetros al noreste de Dalików, a 12 kilómetros al este de Poddębice, y a 27 kilómetros al noroeste de la capital regional Łódź.